# Faserzement

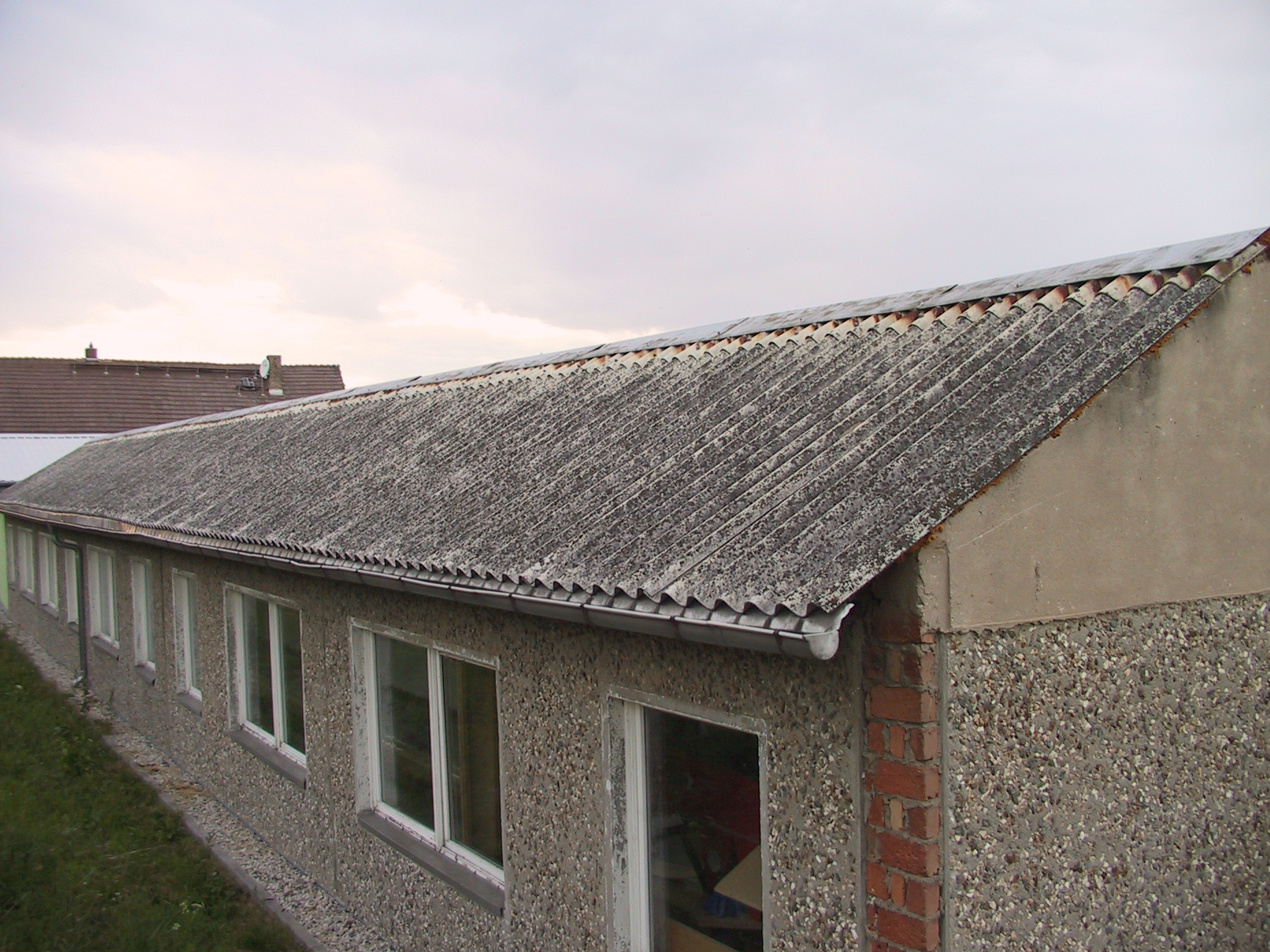
Dach mit älterer Asbestfaserzement-Deckung

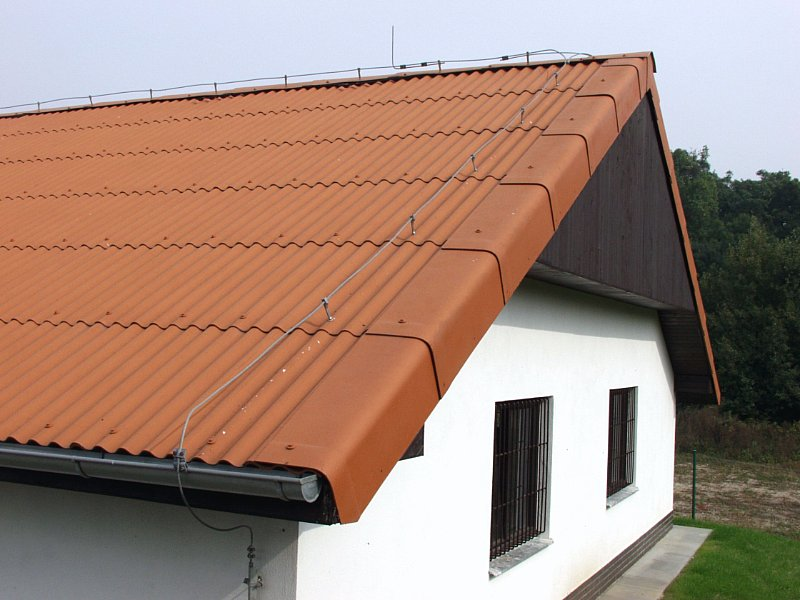
Dach mit Wellplatten

Faserzement ist ein beständiger Verbundwerkstoff aus Zement und zugfesten Fasern, der für Bau- und Konstruktionsprodukte verwendet wird. Er wurde ursprünglich mit Asbestfasern hergestellt, die aus Silikatmineralien gewonnen wurden. Nach der Erkenntnis, dass eingeatmete Asbestfasern Asbestose auslösen und mit dem Verbot der Verarbeitung wurden die Asbestfasern durch andere Fasern substituiert. Nach rund 90 Jahren großflächiger Verwendung fallen die asbesthaltigen alten Baustoffe bei Abriss und Sanierung älterer Bauten zunehmend als teurer Sonderabfall an. Faserzement wird unter verschiedenen Markennamen hergestellt und vertrieben. Zum Gattungsbegriff wurde dabei der Marken- und frühere Herstellername Eternit. Für gewölbte Faserzementplatten (Dachwellplatten) mit Asbestfasern wird umgangssprachlich häufig der Begriff Wellasbest verwendet.

## Geschichte
Asbest war bereits in der Antike bekannt. Das Wissen um die Fähigkeiten des Minerals verlor sich jedoch über die Jahrtausende. Erst zu Beginn des 19. Jahrhunderts entdeckte man die Eigenschaften dieses Stoffs wieder, der eine hohe Festigkeit besitzt sowie hitze- und säurebeständig ist. Nach zunächst kleineren Anwendungen wurde Asbest zu feuerfester Kleidung für Feuerwehrleute, für feuerfeste Dächer oder für Wärmedämmungen bei Dampfmaschinen verarbeitet. Allgemein gilt das Jahr der Pariser Weltausstellung von 1855 als Startpunkt für die Entwicklung von Asbest zu einem industriell verwendeten Werkstoff.
Einfluss auf die Erfindung des Faserzementes hatte der Brite Richard Lloyd im Jahr 1857 mit der Idee einer Stopfbüchsenpackung auf Asbestbasis als Dichtungsmittel für Dampfmaschinen. Der New Yorker Bauunternehmer Henry Word Johns machte sich die hitzebeständigen Eigenschaften von Asbest zunutze und erfand im Jahr 1860 eine schwer entflammbare Dachpappe. Ihren Höhepunkt erreichte die Entwicklung mit der Erfindung zur Herstellung von Asbestzementplatten. Der Österreicher Ludwig Hatschek meldete ein Patent im Jahr 1899 in Österreich und am 30. März 1900 in Deutschland für ein Nassverfahren zur fabrikmäßigen Fertigung von Asbestzement an. Erstmals kombinierte er dabei alle branchenfremden Komponenten zu einer großtechnischen Lösung, die es ermöglichte, den Bedarf nach preisgünstigen, stabilen Dachplatten befriedigen zu können. Wegen seiner niedrigen Kosten, der hohen Feuerbeständigkeit, des geringen Gewichts und anderer Eigenschaften sollte der Baustoff in der Folgezeit zum bevorzugten Baustoff für Fassadenbekleidungen werden. So waren zum Beispiel seit den 1960er Jahren bis in die 1990er hinein Faserzementplatten ein bevorzugtes Baumaterial, um etwa Fachwerkhäusern ein moderner wirkendes Äußeres zu geben.

### Faserzement und Asbest
Nachdem im 20. Jahrhundert Asbestfasern zunehmend als krebserzeugend erkannt worden waren, wurde ihre Verarbeitung Ende des 20. und Anfang des 21. Jahrhunderts in Europa, Japan, Saudi-Arabien, großen Teilen Lateinamerikas, Malaysia, Neuseeland, Australien und Vietnam untersagt, da bei der Herstellung, Bearbeitung und bei der Zersetzung alternder Materialien die lungengängigen Asbestfasern freigesetzt werden können. In Deutschland sind Herstellung und Verwendung von Asbesterzeugnissen seit 1. November 1993, in der Schweiz ist Asbest seit 1. März 1989, in großformatigen Platten allerdings ab 1. Januar 1991 verboten. Im Faserzement wurden in diesen Ländern die Asbest- durch andere Fasern ersetzt, z. B. durch alkalibeständige (AR) Glas-, Kohlenstoff-, wasserunlösliche Polyvinylalkohol- und Homopolyacrylnitrilfasern (Rein-PAN).

### Eternit-Prozess in Italien
Von 2009 bis 2012 wurde in Turin der sogenannte Eternit-Prozess verhandelt. Angeklagt waren zwei Unternehmer, der Schweizer Stephan Schmidheiny und der Belgier Jean-Louis de Cartier de Marchienne. Beide wurden im Februar 2012, in Abwesenheit, zu je 16 Jahren Haft verurteilt. Sie wurden für schuldig befunden, für eine Umweltkatastrophe und den Asbesttod von rund 3000 Menschen mitverantwortlich zu sein, weil sie in der Fabrik Eternit S.p.A. in Casale Monferrato im Zeitraum 1966 bis 1986 Vorsichtsmaßnahmen nicht getroffen und Informationen über die Gesundheitsgefahren durch Asbest unterdrückt hatten. Stephan Schmidheiny ließ daraufhin durch seinen Sprecher Peter Schürmann in einer Medienmitteilung ankündigen, das Urteil anzufechten und an die nächsthöhere Instanz weiterzuziehen. Im November 2014 hob das italienische Kassationsgericht die Schuldsprüche wegen Verjährung auf.

## Herstellung und Eigenschaften
Zement ist eine Substanz, die mit Wasser chemisch reagiert und zu Zementstein aushärtet. Faserzement enthält eine Faserarmierung, die die Biege-, Zug- und Bruchfestigkeit des Materials verbessert. Faserzement besteht nach einer Aushärtezeit von 28 Tagen bezogen auf das Volumen aus rund:
- 40 % Bindemittel
- 11 % Zusatzstoffe
- 02 % Armierungsfasern
- 05 % Prozessfasern
- 12 % Wasser
- 30 % Luft (Poren)

Die Dichte beträgt 1600 bis 1850 kg/m3. Asbesthaltiger Faserzement enthält in der Regel 10 bis 15 % Asbest.
Die Prozessfasern sind aus Zellstoff und Altpapier. Sie dienen dazu, die pulvrigen Bestandteile während der Herstellung mit Wasser zu einem Brei zu binden (Verdickungsmittel). Wasser kann dann in der Abtropfphase nach der Formgebung abfließen. Im Gegensatz zu den Armierungsfasern haben sie keine Bedeutung für die Festigkeit des Faserzementes.

## Verwendung
Der Werkstoff wird in allen Baubereichen u. a. für Konstruktionsteile für den Innenausbau, Fassadenverkleidungen, Dachdeckungen (z. B. Wellplatten), Wasserrohre, Blumenkästen, Fensterbänke und Gartenmöbel verwendet. In den 1960er-Jahren wurden ganze Häuser aus Faserzement-Materialien hergestellt.
Im Innenausbau wird das Material z. B. in Nassräumen, für Lüftungsrohre, für Feuerschutzverkleidungen und Trennwände verwendet.
Im Außenbereich fertigt man daraus Fassadenbekleidungen, Dachtraufen, Dacheindeckungen (u. a. Kunstschiefer) und Unterdachkonstruktionen.

## Abbruch-, Sanierungs- und Instandhaltungsarbeiten an Asbestzement
ASI-Arbeiten, die zu einem Abtrag der Oberfläche von asbesthaltigen Materialien führen, sind nach Anhang II Nr. 1 GefStoffV nur zulässig, wenn es sich um anerkannte emissionsarme Verfahren handelt. Die nach der Gefahrstoffverordnung erforderlichen Schutzmaßnahmen und organisatorischen Voraussetzungen für ASI-Arbeiten sind in der Technischen Regel für Gefahrstoffe TRGS 519 „Asbest; Abbruch-, Sanierungs- oder Instandhaltungsarbeiten“ zusammengefasst.
Bei standardisierten Arbeitsverfahren mit einer geringen Exposition (< 10 000 Fasern/m3) sind Erleichterungen bei den Schutzmaßnahmen vorgesehen. Derartige Verfahren werden nach Prüfung durch den Arbeitskreis „Asbestexposition bei Abbruch-, Sanierungs- oder Instandhaltungsarbeiten“ beim Institut für Arbeitsschutz der Deutschen Gesetzlichen Unfallversicherung (IFA) in die BG-Information DGUV Information 201-012 (bisher: BGI 664) aufgenommen. Dazu gehören auch bestimmte Arbeiten an Asbestzement, z. B. BT 12, BT 19, BT 21, BT 28, BT 47.

## Bildergalerie

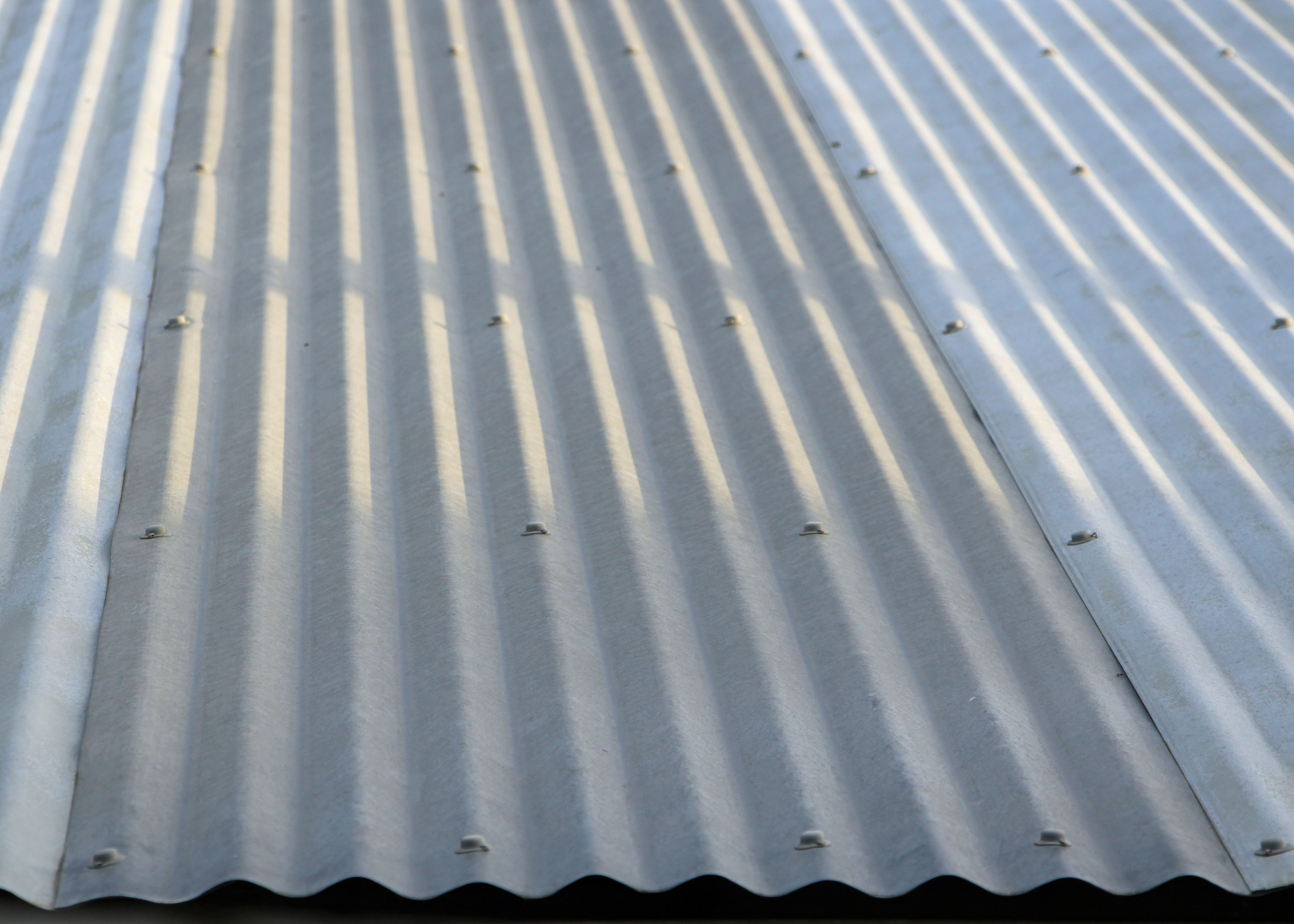
Wellplatten
Wohnhaus mit Faserzementfassade
Kunsthalle Berlin mit Faserzementfassade
Eternit-Designklassiker
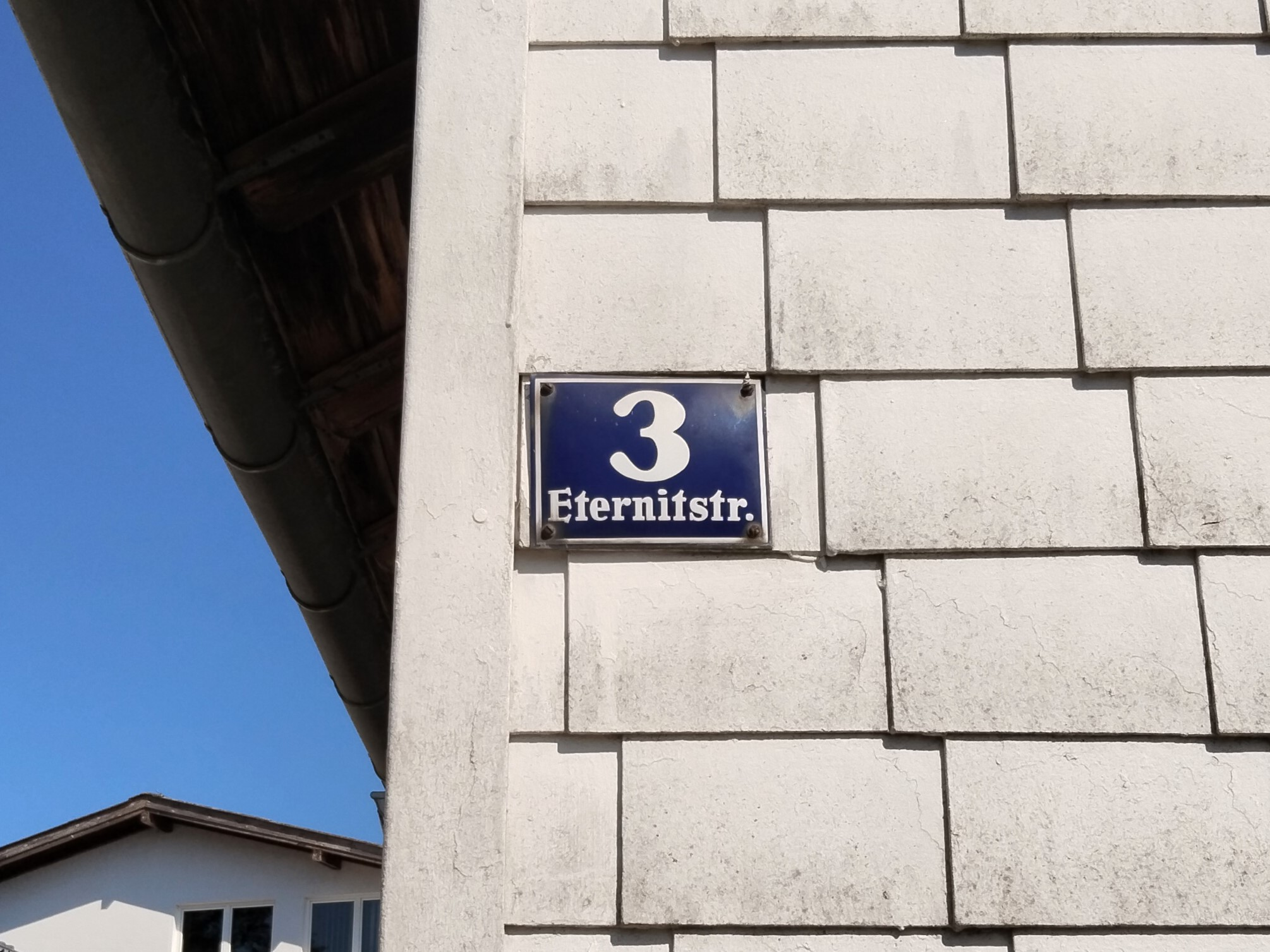
Eternit-Fassadendetail in Vöcklabruck